# Kaya Matsutani
Kaya Matsutani (松谷 彼哉 Matsutani Kaya?) es una seiyū japonesa nacida el 20 de marzo de 1970, en Sapporo, Hokkaidō, Japón.

## Roles interpretados
Lista de los roles interpretados durante su carrera.
Los papeles principales están en negrita.

### Anime
1996
- Case Closed como Yayoi Kijima (eps.377-378)

1997
- Rekka no Honoo como Neon.

1999
- Great Teacher Onizuka como Nao Kadena.

2000
- Saiyuki como Kouran.
- Sakura Wars como Koji Kurose.

2001
- Digimon Tamers como Mie Matsuda (Madre Takatos); Nami Asanuma (Profesora Takato).

2002
- Knight Hunters Eternity como Shiel.

2003
- Cinderella Boy como Casei.
- L/R: Licensed by Royalty como Matilda.

2004
- BLEACH como Rangiku Matsumoto.
- Futari wa Pretty Cure como La Reina.

2009
- Higashi no Eden como Asako Morimi.

### OVA
- Sakura Taisen: New York NY. como Diana Caprice.
- Toki no Daichi: Hana no Oukoku no Majo como Elaine.
- One piece (OVA 2) como Silk

### Películas
- Bleach: Fade to Black - Kimi no na o yobu como Rangiku Matsumoto.
- Bleach: The DiamondDust Rebellion como Rangiku Matsumoto.
- Bleach: Memories of Nobody como Rangiku Matsumoto.
- Digimon Tamers: The Adventurers' Battle como Mie Matsuda (Madre Takatos).

### Videojuegos
- Ar tonelico II como Infel
- Bleach: Blade Battlers como Rangiku Matsumoto.
- Bleach: Heat the Soul como Rangiku Matsumoto.
- Sakura Taisen V ~Saraba Itoshiki Hito Yo~ como Diana Caprice.

### Doblaje
- Sex and the City como Charlotte York.

### CD Drama
- Dogs: Bullets&Carnage como Milena.